# Велико Свињичко
Велико Свињичко је насељено место у саставу Града Сиска, Хрватска.

## Становништво
На попису становништва 2011. године, Велико Свињичко је имало 275 становника.

## Попис1991.
На попису становништва 1991. године, насељено место Велико Свињичко је имало 357 становника, следећег националног састава:
| Попис 1991.‍  | Попис 1991.‍  | Попис 1991.‍ | Попис 1991.‍ | Попис 1991.‍ |
| ------------ | ------------ | ----------- | ----------- | ----------- |
|              |              |             |             |             |
| Хрвати       | Хрвати       |             | 348         | 97,47%      |
| Југословени  | Југословени  |             | 3           | 0,84%       |
| Чеси         | Чеси         |             | 1           | 0,28%       |
| неопредељени | неопредељени |             | 1           | 0,28%       |
| непознато    | непознато    |             | 4           | 1,12%       |
| укупно: 357  |              |             |             |             |